# Bjarte Birkeland
Bjarte Birkeland, född 26 december 1920 i Fana, död 7 april 2000, var en norsk litteraturvetare.
Birkeland tjänstgjorde som professor i nordisk litteratur vid Universitetet i Bergen från 1969 till 1984. Han forskade huvudsakligen om litteratur på nynorska, inom vilket fält han författade bland annat doktorsavhandlingen om Per Sivle (1962), en studie av natur och stil i Olav Duuns ungdomsdiktning (1950) och ett större arbete om Duuns noveller, Olav Duuns soger og forteljingar (1976).
Han var vidare redaktör för kulturtidskriften Syn og Segn 1960–1968, medredaktör för Nazismen og norsk litteratur (1975) samt medförfattare till Norges litteraturhistorie (1974–1975) och Folkemål og danning – nynorske lærebøker 1867–1914 (1986). Hans Essay i utval publicerades 1986.